# Кер-д’Ален (озеро)
Кер-д’Ален — озеро, расположенное в Айдахском выступе, в окрестностях одноимённого города. Оно растянулось на 40 км в длину, ширина варьируется от 1,6 до 4,8 км, а протяжённость береговой линии составляет 175 км, что является огромной территорией для отдыха и туризма. Озеро наполняется в основном из двух рек — Кер-д’Ален и Сэйнт-Джо. В озере берёт начало река Спокан. Озеро находится на высоте 648 метров над уровнем моря.

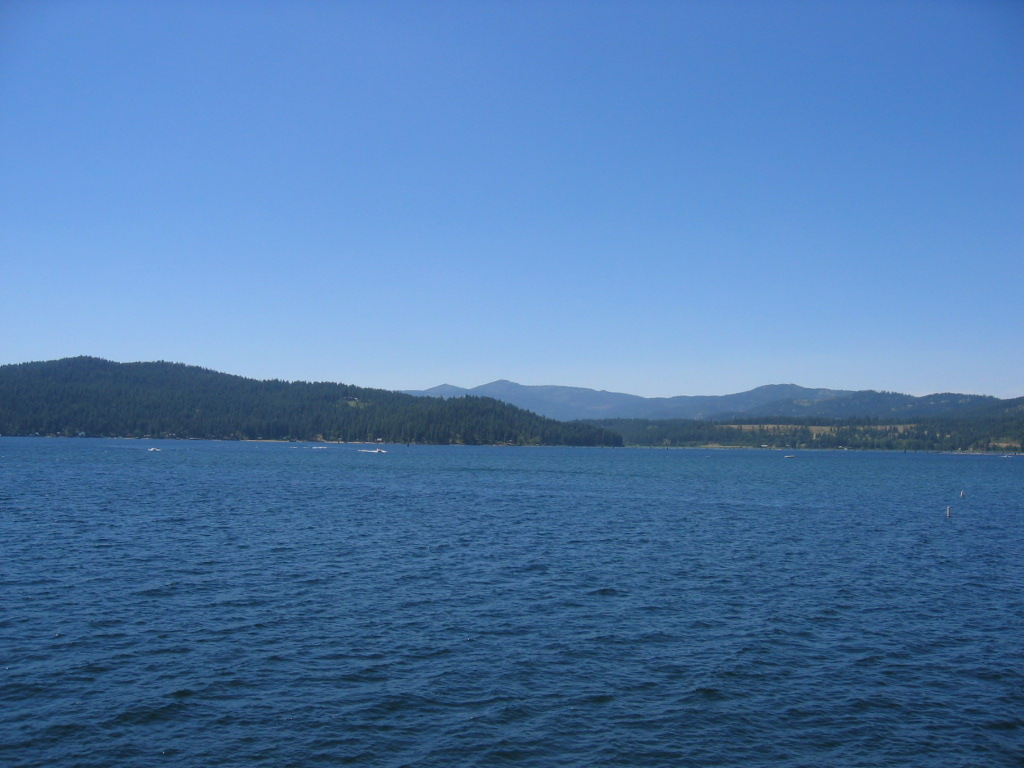
озеро Кер-д’Ален в июле

Несмотря на своё ледниковое происхождение, уровень воды в озере Кер-д’Ален повышается на 2 м во время летних месяцев при помощи дамбы на реке Спокан. Озеро было основным способом транспортировки древесины с того момента, как эта отрасль получила развитие в регионе. Фактически, до пожара 1917 года, город Харрисон должен был стать окружным центром округа Кутеней, так как этот быстрорастущий центр находился возле слияния рек Сэйнт-Джо и Кер-д’Ален. После пожара, большая часть лесопилок были перенесены в город Кер-д’Ален, который позже и стал столицей округа Кутеней.
На дне озера находится несколько автомобилей марки Ford Model T, которые попали туда благодаря людям, которые в начале 20 века пытались зимой срезать половину пути для переезда на другой берег и выезжали на лед. С треснувшим льдом лопнули и шансы на успех таких попыток. Также, на дне можно найти несколько пароходов, которые были сожжены и затоплены по истечении срока их эксплуатации в качестве паромов. Водолазы часто посещают эти транспортные средства во время своих погружений.
Озеро Кер-д’Ален является популярным местом у туристов, которые обожают здешние пляжи и красивейшие виды природы. Сезонным хобби у местных жителей является наблюдение за охотой белоголовых орланов за Красной неркой, в основном в районе залива Вольф-Лодж (Wolf Lodge Bay). Столетняя Тропа Северного Айдахо, является очень популярным маршрутом у любителей бега, ходьбы и езды на велосипеде. Он проходит по северному и северо-восточному берегу озера. Также вдоль берега озера проходит и Тропа Кер-д’Алена.
Народ Кёр-д'ален владеет южной третью озера Кер-д’Ален. В процессе Айдахо против США, проходившем в Верховном суде США в 1873 году, исполнительным ордером, выданным Улиссом Грантом право собственности было передано племени. Хотя судебное решение не повлияло на порядок использования и доступ к озеру, Агентство по защите окружающей среды США приняло решение, что народ может самостоятельно устанавливать стандарты по качеству воды в своей части озера Кер-д’Ален.
Песня рок-группы Alter Bridge из их третьего альбома AB III посвящена этому озеру.